# Spre mare
Spre mare è il settimo singolo estratto dall'album Party Never Ends della cantante rumena Inna. Scritta dal trio di produttori Play&Win e da Inna, è stata pubblicata su YouTube e su iTunes pianificata come singolo promozionale, ma ottenne incredibile successo e quindi fu ufficialmente pubblicata come singolo il 25 giugno 2013, la canzone è in lingua rumena ed è la quinta dopo le alte canzoni come: O, ce veste minunată, Tu și eu, P.O.H.U.I. e Oare.

## Video
Il video è stato distribuito insieme al singolo ed è stato girato in Romania nella stazione ferroviaria e poi nelle spiagge del Mar Nero prendendo come protagonisti una coppia innamorata con Inna che canta in secondo piano.

## Tracce
Download digitale
1. Spre mare - 3:28